# Platja del Molló (Llançà)
La platja del Molló és una petita barra sorrenca del municipi de Llançà (Alt Empordà), situada entre la platja de les Tonyines al nord, i la platja del Cau del Llop al sud. Té una longitud de 65 m i una amplada mitjana de 10 m, formada de sorra gruixuda de color grisós, està orientada al nord-est. S'hi accedeix pel camí de ronda.